# 施皮茨城堡

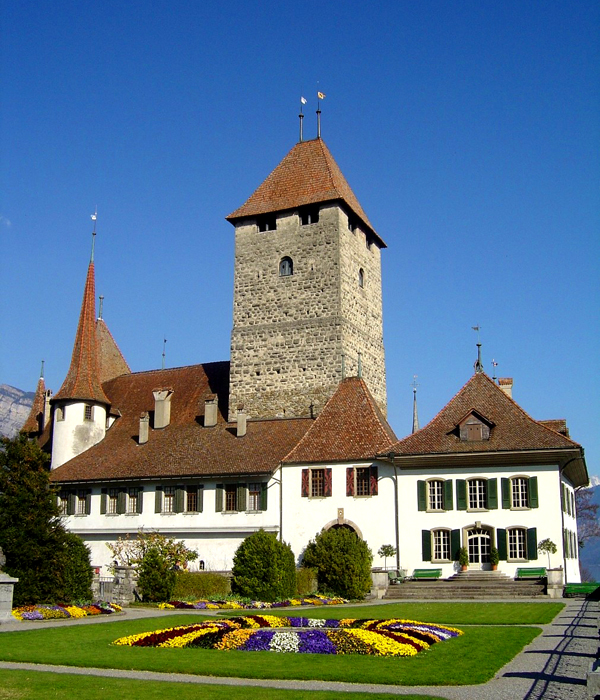
施皮茨城堡

施皮茨城堡（德語：Schloss Spiez）是位于瑞士伯恩州施皮茨的一座的中世纪城堡。坐落在图恩湖西南岸。已列入瑞士国家重要文化财产名录。
施皮茨城堡始建于10世纪。建筑为巴洛克风格。领主曾经几易其手。现在城堡由一家基金会拥有和管理，内部设有博物馆以及可供出租的典礼、聚会场所等。